# Famille de La Vaissière de Lavergne
Pour l’article homonyme, voir Lavergne.
La famille de La Vaissière de Lavergne, anciennement Veissière puis Vaissière, est une famille subsistante de la noblesse française originaire d'Auvergne, anoblie en 1655.

## Histoire
La famille de La Vaissière, anciennement Veissière puis Vaissière, est originaire d'Auvergne.
Selon l'ouvrage Histoire de la famille de La Vaissière par le chanoine de La Vaissière, cette famille serait issue de la maison de La Vaissière de Cantoinet, dont elle a adopté les armes, mais Chérin estima que l'acte sur lequel reposait cette parenté était d'une fausseté évidente et n'admit la filiation que depuis Jacques Veissière, sieur de Saint-Saturnin, qui épousa en 1604 Jeanne de Dienne.
Cette famille accéda à la noblesse avec Béraud Vaissière, seigneur de Saint-Saturnin, anobli en 1655 et confirmé noble par arrêt de 1660.
Antoine-Joseph de Veissières, seigneur de Saint-Saturnin et de Lavergne, obtint par arrêt du Conseil de 1783 d'être reconnu comme descendant de la maison de La Vaissière de Cantoinet et de changer son nom de Veissières en de la Vaissière. Toutefois, à la suite de contestations, il se fit reconnaître en 1784 le bénéfice des lettres d'anoblissement accordées à son bisaïeul en 1655.
Cette famille a été admise au sein de l'Association d'entraide de la noblesse française en 1947.

## Armes
Les armes de la famille de La Vaissière de Lavergne sont : D'azur, au coudrier d'or arraché, à la bande de gueules brochante ; au chef cousu de gueules chargé de trois molettes d'éperon d'or.

## Filiation
Jacques Veissière, sieur de Saint-Saturnin, eut de Jeanne de Dienne Jean-Claude Veissière, sieur de la Revet, marié en 1623 à Marguerite de Laurye qui lui donna :
- Béraud Veissière , auteur de la branche de Lavergne.
- Jean-François Veissière, auteur de la branche de Saint-Martin.

## Personnalités
- Balthazar de La Vaissière de Lavergne (1773-1840), maire de Saint-Saturnin, chevalier de l'ordre de Saint-Louis
- Casimir de La Vaissière de Lavergne (1806-1892), maire de Volvic et conseiller général du Puy-de-Dôme, chevalier de la Légion d'honneur
- Charles de La Vaissière de Lavergne (1807-1872), maire d'Ydes
- Alexandre de La Vaissière Lavergne (1808-1879), écrivain du XIXe siècle
- Étienne de La Vaissière de Lavergne (1969), historien  et directeur d'études à l'École des hautes études en sciences sociales
- Célia de Lavaissière de Lavergne (1979), députée de la Drôme (2017-2022)

## Alliances
Les principales alliances de la famille de La Vaissière de Lavergne sont : d'Anglars de La Garde (1802), de Ribier (1837), Duval de Grenonville (1867), Lambert de Frondeville, de La Motte Saint-Pierre, Paultre de Lamotte (1976), Gaborit de Montjou, d'Everlange de Bellevue (2015) .